# Jaime Pacheco
Jaime Moreira Pacheco (Paredes, 22 de Julho de 1958) é um treinador e ex-futebolista português.

## Carreira
Jogou a médio, pelo F.C. Porto e Sporting CP, conquistando vários títulos incluindo o Campeonato Europeu pelo F.C.Porto, Campeonato Nacional, Taça de Portugal e Supertaça. Foi Internacional A por 25 vezes, de 1983 a 1990, participando nas fases finais do Campeonato da Europa de 1984 e no Campeonato do Mundo de 1986.

## Treinador
Foi o único treinador a conseguir fazer do Boavista Futebol Clube campeão nacional, em 2000/2001.
Em outubro de 2008, após a dispensa de Casemiro Mior foi apresentado como treinador do Belenenses.
A partir de 2009 tem feito carreira internacional, treinando equipas da Arábia Saudita, China e Egipto. Desde 2023 é treinador do Pyramids.